# 第一代从男爵乔治·纽金特爵士
第一代从男爵乔治·纽金特爵士 GCB（英語：Sir George Nugent, 1st Baronet，1757年6月10日—1849年3月11日）是一名英国陆军军官。在以下级军官的身份参加美国独立战争后，纽金特在佛兰德斯战役期间在约克公爵麾下的冷溪卫队中作战。在战役中，纽金特负责带领第85（白金汉志愿者）步兵团。战役结束后，纽金特成为爱尔兰北方军区司令。面对1798年爱尔兰起义，作为军区司令的纽金特设法安抚了贝尔法斯特人民，因其在镇压起义中的表现，纽金特成为爱尔兰副总督。之后，纽金特转任牙买加总督，西部军区司令，肯特地区司令和印度英军总司令。

## 早期生活
乔治·纽金特是陆军中校埃德蒙·纽金特的私生子，埃德蒙是第一代纽金特伯爵罗伯特·纽金特的独生子。除乔治外，埃德蒙的另一个私生子是查尔斯·纽金特（Sir Charles Edmund Nugent）海军上将。由于被宣布为私生子，乔治和查尔斯都无法继承父亲的爵位。
乔治·纽金特曾在查特豪斯公学和伍尔维奇皇家军事学院接受教育。

## 军旅生涯

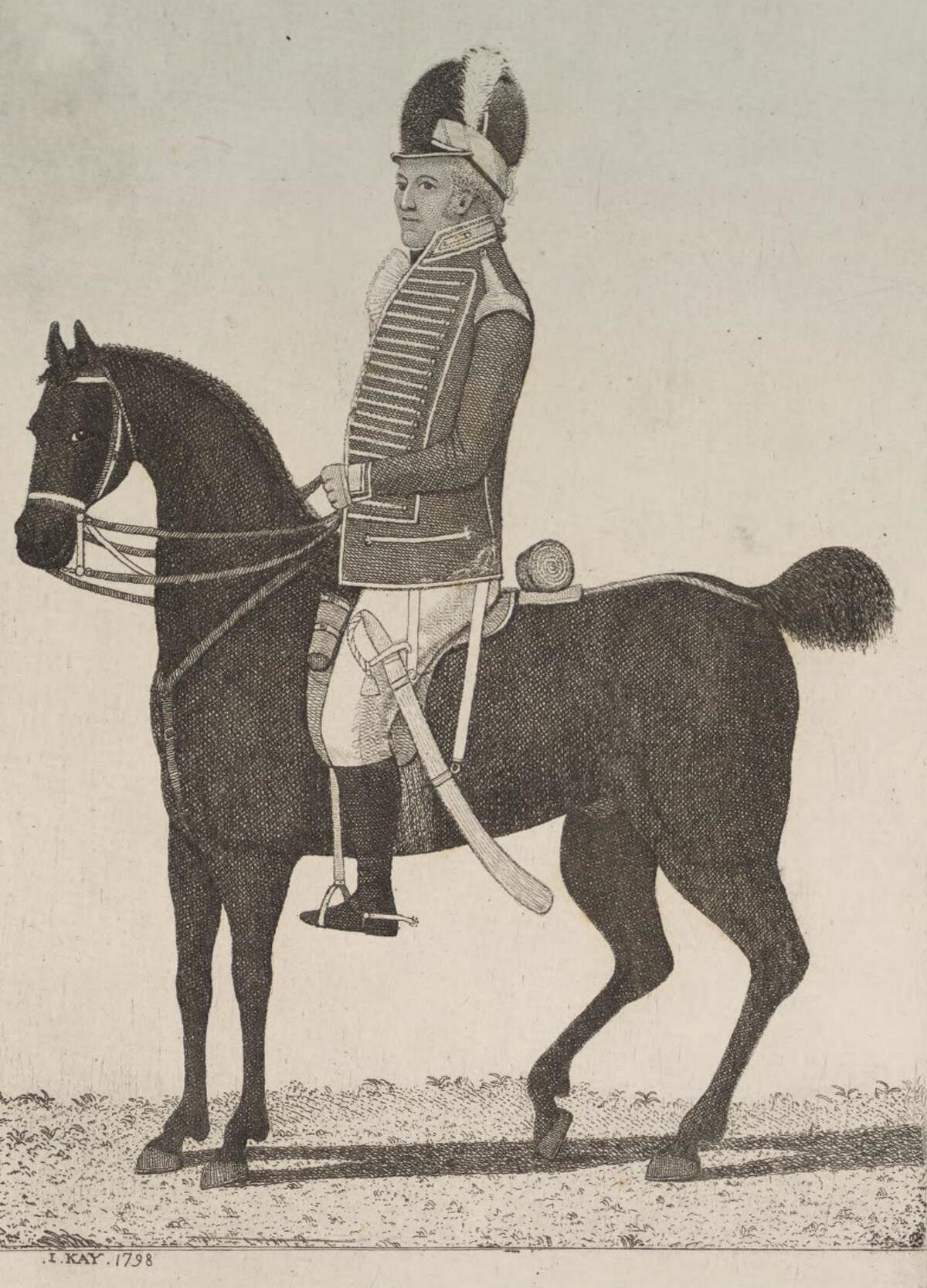
1798年的乔治·纽金特

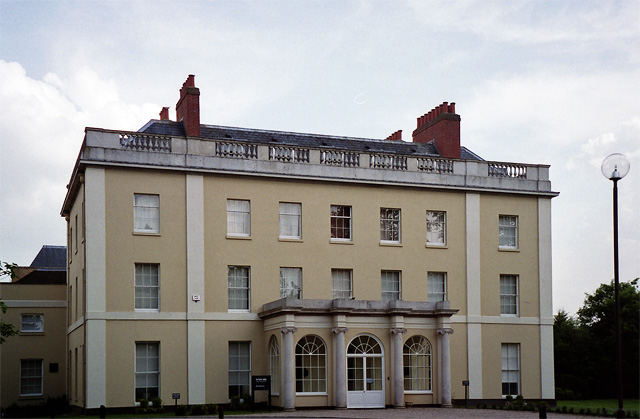
纽金特在威斯霍普宅邸居住了40多年

1773年7月5日，乔治·纽金特被委任为第39步兵团的少尉军官，并随军派往直布罗陀。他于1777年9月调任纽约第7（皇家燧发枪）步兵团并晋升中尉。同年10月，纽金特参加了克林顿堡和蒙哥马利战役，然后参加了美国独立战争期间的费城战役。之后，纽金特继续在北美服役，并于1778年4月28日成为第57（西米德尔塞克斯）步兵团的一名上尉。1782年5月3日，纽金特在该团晋升少校。

### 法兰德斯和爱尔兰
1783年9月，纽金特晋升中校，成为第97（阿尔斯特伯爵）步兵团团长并返回英格兰，但由于战后军费下降，该团被解散。纽金特于1787年转任第13（萨默塞特轻型）步兵团团长。1787年11月，纽金特成为他的姐夫白金汉侯爵的副官，白金汉侯爵当时担任爱尔兰总督。
在白金汉侯爵离开爱尔兰后，纽金特于1789年成为第4皇家爱尔兰龙骑兵卫队的司令。1790年，他成为白金汉选区的国会议员。1790年10月，纽金特作为连长被交换到冷溪卫队。并随军参加了佛兰德斯战役中于1793年5月爆发的瓦朗谢讷围城战、8月的林赛尔战役和敦刻尔克围城战。
1794年3月，陆军部召回纽金特负责第85（白金汉郡志愿者）步兵团的组建。随后，纽金特指挥该团随拉尔夫·阿伯克龙比爵士的军团参加圣安德烈斯堡的战斗，并与大卫·邓达斯少将一起组织了瓦尔河周边的攻势，后参与了灾难性的莱茵河撤退行动。1796年5月1日，纽金特晋升少将。他与同年11月5日成为圣莫斯城堡的总督，并一直担任该职位直至去世。1798年，纽金特担任爱尔兰北部地区的指挥官，在那一年的爱尔兰起义期间，纽金特在安抚贝尔法斯特人民方面发挥了重要作用。他于1799年8月成为爱尔兰的副总督。在1800年联合法令之前，纽金特还成为科克郡查尔维尔选区的议员加入了最后一届爱尔兰下议院。

### 晚年生涯
纽金特于1801年4月成为牙买加总督，并于1802年5月29日代中将衔。在那里任职期间，他加强了牙买加港景城的堡垒。这座堡垒被命名为纽金特堡，守卫着金斯敦港的东入口。1803年9月25日，纽金特正式晋升中将。1806年2月，他返回英格兰，并于同年8月成为英格兰西部军区司令。 1806年11月3日，纽金特成为艾尔斯伯里选区的国会议员。同年11月11日，纽金特成为白金汉郡沃德斯登的纽金特从男爵。纽金特于1808年10月买下白金汉郡的威斯特霍普庄园，并于1809年7月成为英格兰肯特区的军队司令。
纽金特于1811年1月辞去国会的席位，成为印度驻军总司令。
纽金特于1813年2月1日获得巴斯勋章，并于1813年6月4日晋升上将。1813年10月，莫伊拉勋爵取代纽金特担任印度驻军总司令。纽金特被降级为孟加拉军队司令，后于1814年10月选择返回英格兰。回到英国后，他对莫伊拉勋爵极度不满，莫伊拉勋爵也向摄政王抱怨纽金特的敌对行为。纽金特于1815年1月2日获得巴斯骑士大十字勋章。在1818年7月再度成为白金汉选区的国会议员后，他于1819年获得了牛津大学的荣誉法学博士。1832年，纽金特从议会退休。
除此之外，纽金特还曾担任第85步兵团的名誉团长、第62步兵团的名誉团长和第6步兵团的名誉团长。1846年11月9日，纽金特晋升陆军元帅。

## 个人生活
1797年11月16日，纽金特在贝尔法斯特与玛丽亚·斯金纳（Maria·Skinner，1771–1834) 结婚。玛丽亚是新泽西州总检察长科特兰特·斯金纳（Cortlandt Skinner）的女儿。他们共有三个儿子和两个女儿，其中包括：
- 第二代从男爵乔治·埃德蒙·纽金特爵士（Sir George Edmund Nugent, 2nd Baronet，1802–1892)，与第一代科尔本男爵尼古拉斯·里德利·科尔本的女儿玛丽亚·夏洛特·里德利·科尔本结婚[28]
- 路易莎·伊丽莎白·纽金特（Louisa Elizabeth Nugent，1803–1875）[29]
- 查尔斯·埃德蒙·纽金特（Charles Edmund Nugent，1811–1890年）[30]
- 玛丽亚·阿米莉亚·纽金特（Maria Amelia Nugent）[30]

乔治·纽金特和妻子一直与白金汉勋爵和夫人保持着亲密的友谊。
纽金特夫人于1834年去世，她著有一篇关于她在牙买加经历的日记，该日记于1907年首次出版。乔治·纽金特爵士则于1849年3月11日在威斯霍普宅邸去世，葬于小马洛的圣约翰浸信会教堂。

## 延伸阅读
- Wright, Philip. . University of the West Indies Press. 2002. ISBN 1-84415-143-3.